# Article 93 de la Constitution de la Cinquième République française
Article 92
 Abrogé
L'article 93 de la Constitution de la Cinquième République française a été adopté dans le cadre de la révision constitutionnelle du 28 juillet 1993. Il comportait des dispositions transitoires permettant l'application de ladite révision constitutionnelle. 
Cet article a été abrogé par la révision constitutionnelle du 4 août 1995.

## Texte
« Les dispositions de l'article 65 et du titre X, dans leur rédaction issue de la loi constitutionnelle n° 93-952 du 27 juillet 1993, entreront en vigueur à la date de publication des lois organiques prises pour leur application.
Les dispositions du titre X, dans leur rédaction issue de la loi constitutionnelle n° 93-952 du 27 juillet 1993, sont applicables aux faits commis avant son entrée en vigueur. »

## Des dispositions transitoires
Cet article a été intégré au titre Dispositions transitoires, qui comprenait jusqu'alors les articles 90 à 92, datant de 1958 et qui étaient devenus obsolètes depuis la mise en place des institutions de la Cinquième République. 
L'article 93 a été conçu pour permettre l'entrée en vigueur de la révision constitutionnelle du 28 juillet 1993, qui a réformé la composition et les prérogatives du Conseil supérieur de la magistrature (article 65 de la Constitution) et créé la Cour de justice de la République (titre X, comprenant alors les articles 68-1 et 68-2). Son dernier alinéa (« Les dispositions du titre X [...] sont applicables aux faits commis avant son entrée en vigueur ») a permis la rétroactivité pénale pour les membres du gouvernement mis en cause par la Cour de justice de la République.

## Abrogation
Cet article, tout comme l'ensemble du titre XVII (Dispositions transitoires), a été abrogé par la révision constitutionnelle du 4 août 1995. Les dispositions de son dernier alinéa relatives à la rétroactivité pénale ont alors été reprises dans un nouvel article, le 68-3.